# Samurai Warriors 2
Samurai Warriors 2 (яп. 戦国無双2 Sengoku Musō 2, Sengoku Musou 2 в Японии) — вторая часть игры Samurai Warriors, выпущенная компаниями Koei и Omega Force. В 2006 были выпущены версии для PlayStation 2 и Xbox 360, в 2008 году — для Microsoft Windows.

## Описание
Геймплей Samurai Warriors 2 основан на геймплее первой части. В игре добавлено несколько новых персонажей и возможностей. Выбор персонажа определяет, какой из сторон достанется власть над Японией. Каждый из персонажей обладает уникальными особенностями ведения боя. Одной из особенностей игры, унаследованных из первой части, является режим выживания. Впоследствии к игре вышло два дополнения: Samurai Warriors 2 Empires в 2006 году и Samurai Warriors 2 Xtreme Legends в 2007 году.

### Персонажи
| - Иэясу Токугава - Мицунари Исида - Нагамаса Адзаи - Сакон Сима - Ёсихиро Симадзу - Гинтиё Татибана - Канэцугу Наоэ - Нэнэ - Котаро Фума - Мототика Тёсокабэ - Кэнсин Уэсуги | - Мусаси Миямото - Юкимура Санада - Кэйдзи Маэда - Нобунага Ода - Мицухидэ Акэти - Оити - Идзумо-но Окуни - Ина - Тадакацу Хонда - Тосийэ Маэда | - Магоити Сайка - Сингэн Такэда - Масамунэ Датэ - Хандзо Хаттори - Раммару Мори - Хидэёси Тоётоми - Кацуиэ Сибата - Кодзиро Сасаки - Ёсимото Имагава - Грация Хосокава |

## Отзывы
| Сводный рейтинг    | Сводный рейтинг | Сводный рейтинг | Сводный рейтинг |
| Издание            | Оценка          | Оценка          | Оценка          |
| Издание            | PC              | PS2             | Xbox 360        |
| ------------------ | --------------- | --------------- | --------------- |
| GameRankings       | 49,00 %         | 61,97 %         | 55,89 %         |
| Metacritic         | 43/100          | N/A             | 52/100          |
| Иноязычные издания |                 |                 |                 |
| Издание            | Оценка          | Оценка          | Оценка          |
| Издание            | PC              | PS2             | Xbox 360        |
| Eurogamer          | N/A             | N/A             | 7/10            |
| GameSpot           | N/A             | 6,0/10          | N/A             |
| GameSpy            | N/A             | 61 %            | N/A             |
| IGN                | N/A             | 5,8/10          | N/A             |

| Сводный рейтинг | Сводный рейтинг | Сводный рейтинг |
| Издание         | Оценка          | Оценка          |
| Издание         | PS2             | Xbox 360        |
| --------------- | --------------- | --------------- |
| GameRankings    | 57,19 %         | 55,05 %         |

| Сводный рейтинг | Сводный рейтинг |
| Агрегатор       | Оценка          |
| --------------- | --------------- |
| GameRankings    | 53,00 %         |

Игра получила умеренные отзывы критиков. По мнению портала IGN, представленных в игре новых возможностей недостаточно для жанра, который всё более устаревает.